# Hanzhong
Hanzhong (en chino, 汉中; pinyin, Hànzhōng) es una ciudad-prefectura en la provincia de Shaanxi, República Popular de China. Limita al norte con Baoji, al sur con Guangyuan,al oeste con Longnan  y al este con Ankang. Su área es de 27 096 km² y su población total para 2010 superó los 3,4 millones de habitantes.

## Administración
La ciudad prefectura de Hanzhong se divide en 11 localidades que se administran en 2 distritos urbanos y 9 condados rurales;
- Distrito Hantai 汉台区
- Distrito Nanzheng 南郑区
- Condado Chenggu 城固县
- Condado Yang 洋县
- Condado Xixiang 西乡县
- Condado Mian 勉县
- Condado Ningqiang 宁强县
- Condado Lueyang 略阳县
- Condado Zhenba 镇巴县
- Condado Liuba 留坝县
- Condado Foping 佛坪县

## Toponimia
El topónimo Hanzhong [/Jan-Zhong/] se refiere al tramo medio (中 Zhong 'mitad') del río Han.

## Historia
La ciudad se llamaba Nanzheng. Se formó en el centro de la dinastía Han. Fue asignada a Liu Bang de Xiang Yu después de la caída de la Dinastía Qin. Durante el Periodo de los Tres Reinos Hanzhong fue una ciudad fronteriza entre los reinos de Wei y Shu, fue un lugar muy importante pero en el lado de Wei de la ciudad.

## Geografía
Hanzhong se encuentra en la parte suroeste de la provincia de Shaanxi, en el centro de la Cuenca de Hanzhong, en el río Han, cerca de la frontera de Sichuan. Hanzhong se encuentra a 500 metros sobre el nivel del mar.

## Clima
Hanzhong tiene un clima subtropical húmedo. La ubicación de las Montañas Qinling al norte de Hanzhong significa que los inviernos son modificados y más caliente que en lugares de latitudes similares en el río Yangtsé, con una temperatura promedio en enero de sólo ligeramente por debajo de cero. La nieve puede llegar en invierno, pero suele haber luz y no permanece en el suelo por mucho tiempo. Los veranos son templados, con temperaturas promedio de verano de 30C. La precipitación llega en los meses más cálidos, con un promedio de 850 milímetros por año.
| Parámetros climáticos promedio de Hanzhóng (1971−2000) | Parámetros climáticos promedio de Hanzhóng (1971−2000) | Parámetros climáticos promedio de Hanzhóng (1971−2000) | Parámetros climáticos promedio de Hanzhóng (1971−2000) | Parámetros climáticos promedio de Hanzhóng (1971−2000) | Parámetros climáticos promedio de Hanzhóng (1971−2000) | Parámetros climáticos promedio de Hanzhóng (1971−2000) | Parámetros climáticos promedio de Hanzhóng (1971−2000) | Parámetros climáticos promedio de Hanzhóng (1971−2000) | Parámetros climáticos promedio de Hanzhóng (1971−2000) | Parámetros climáticos promedio de Hanzhóng (1971−2000) | Parámetros climáticos promedio de Hanzhóng (1971−2000) | Parámetros climáticos promedio de Hanzhóng (1971−2000) | Parámetros climáticos promedio de Hanzhóng (1971−2000) |
| Mes                                                    | Ene.                                                   | Feb.                                                   | Mar.                                                   | Abr.                                                   | May.                                                   | Jun.                                                   | Jul.                                                   | Ago.                                                   | Sep.                                                   | Oct.                                                   | Nov.                                                   | Dic.                                                   | Anual                                                  |
| ------------------------------------------------------ | ------------------------------------------------------ | ------------------------------------------------------ | ------------------------------------------------------ | ------------------------------------------------------ | ------------------------------------------------------ | ------------------------------------------------------ | ------------------------------------------------------ | ------------------------------------------------------ | ------------------------------------------------------ | ------------------------------------------------------ | ------------------------------------------------------ | ------------------------------------------------------ | ------------------------------------------------------ |
| Temp. máx. media (°C)                                  | 6.8                                                    | 9.5                                                    | 14.1                                                   | 20.8                                                   | 25.2                                                   | 28.2                                                   | 29.7                                                   | 29.9                                                   | 24.4                                                   | 19.1                                                   | 13.0                                                   | 7.9                                                    | 19.1                                                   |
| Temp. mín. media (°C)                                  | −0.6                                                   | 1.5                                                    | 5.5                                                    | 10.8                                                   | 15.3                                                   | 19.3                                                   | 21.7                                                   | 21.3                                                   | 17.0                                                   | 11.9                                                   | 5.7                                                    | 0.6                                                    | 10.8                                                   |
| Precipitación total (mm)                               | 8.7                                                    | 10.1                                                   | 31.6                                                   | 57.0                                                   | 94.0                                                   | 97.5                                                   | 175.2                                                  | 125.4                                                  | 139.5                                                  | 73.5                                                   | 32.0                                                   | 8.2                                                    | 852.7                                                  |
| Días de precipitaciones (≥ 0.1 mm)                     | 5.2                                                    | 5.5                                                    | 9.1                                                    | 10.5                                                   | 11.7                                                   | 12.5                                                   | 13.8                                                   | 11.1                                                   | 13.1                                                   | 12.4                                                   | 8.0                                                    | 5.0                                                    | 117.9                                                  |
| Horas de sol                                           | 87.7                                                   | 86.1                                                   | 105.6                                                  | 153.7                                                  | 174.3                                                  | 177.2                                                  | 193.5                                                  | 204.2                                                  | 122.0                                                  | 100.9                                                  | 82.5                                                   | 81.5                                                   | 1569.2                                                 |
| Humedad relativa (%)                                   | 80                                                     | 75                                                     | 74                                                     | 76                                                     | 75                                                     | 76                                                     | 81                                                     | 80                                                     | 84                                                     | 84                                                     | 84                                                     | 82                                                     | 79.3                                                   |
| Fuente: China Meteorological Administration            |                                                        |                                                        |                                                        |                                                        |                                                        |                                                        |                                                        |                                                        |                                                        |                                                        |                                                        |                                                        |                                                        |

## Flora y Fauna
En las montañas Qinling existen bosques con varias especies de vegetación. Al igual que en octubre de 1995, se ha encontrado en la región de Hanzhong 2.942 tipos de plantas en su territorio, que pertenece a plantas de helechos, musgos, líquenes, hongos y algas, es decir, 7.282 familias y 1.160 especies. 
La fauna de Hanzhong es rica tanto al norte y sur con varias especies de animales. Desde animales pocos vistos como el Panda gigante que está en vías de extinción, la Rhinopithecus, la Salamandra gigante, entre otros. El Nipponia nippon (en la imagen) se ha convertido en un símbolo de la ciudad
La variedad animal es de 335 especies de aves,  17 órdenes, 51 familias, incluyendo 155 especies de aves residentes, 91 especies de aves de verano migratorias, 28 especies de aves de invierno migratorias, 61 tipos de aves viajeras, mamíferos, 137 especies, en 7 órdenes, 27 familias, anfibios 24 especies,2 órdenes,7 familias, reptiles 37 especies,3 órdenes, 9 familias, pescado, 109 especies, 6 géneros y órdenes y 15 familias.